# 1341

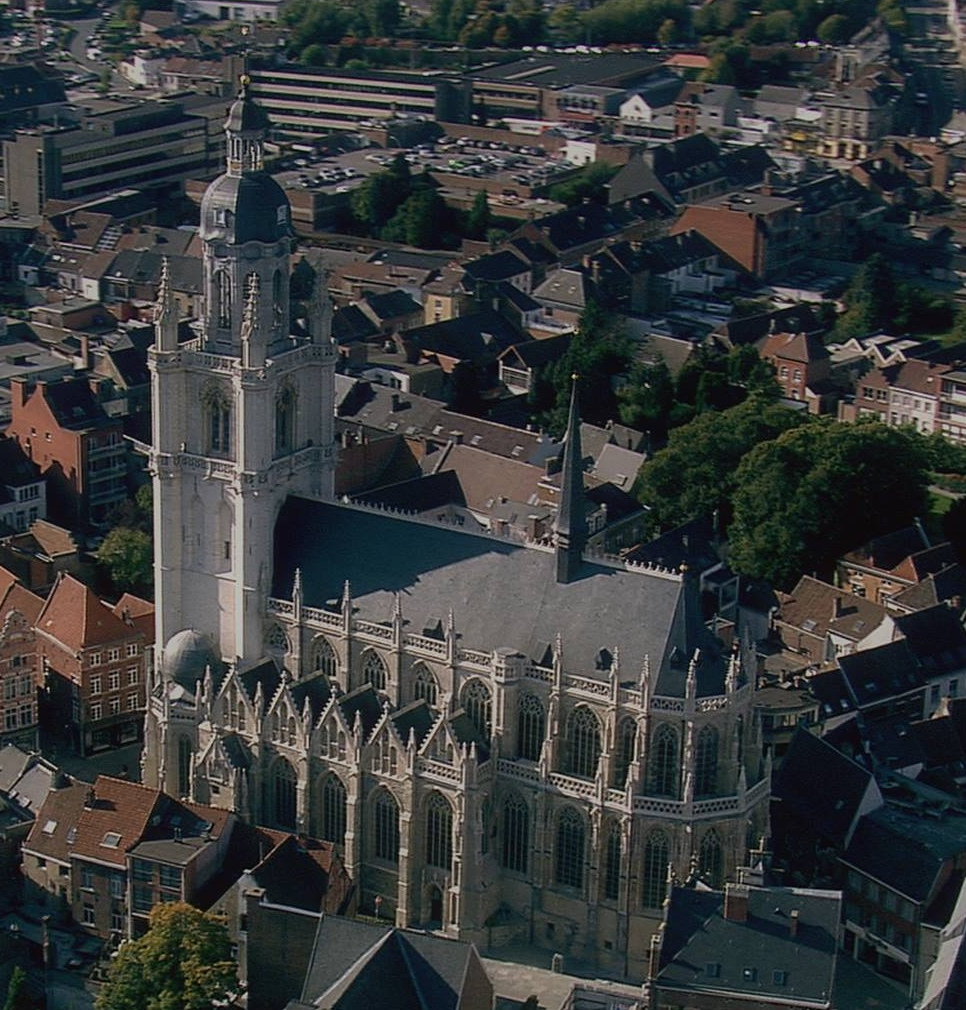
Sint-Martinusbasiliek in Halle

Het jaar 1341 is het 41e jaar in de 14e eeuw volgens de christelijke jaartelling.

## Gebeurtenissen
januari
- januari - In Utrecht komt het tot onenigheid over de opvolger van de overleden bisschop Jan van Diest. De kapittels kiezen opnieuw Jan van Bronkhorst, gesteund door Reinoud II van Gelre. Willem IV van Holland probeert Jan van Arkel benoemd te krijgen. Paus Benedictus XII benoemt Nicolaas Capocci, maar deze doet vanwege het lokale protest nog hetzelfde jaar afstand van het bisdom.

april
- 8 - Op Paaszondag wordt Petrarca in Rome gekroond tot “Magma Poeta et historicus”.
- 30 - Begin de Bretonse Successieoorlog: Karel van Blois en zijn vrouw Johanna van Penthièvre enerzijds en Jan van Montfort en Johanna van Vlaanderen anderzijds betwisten elkaar het hertogdom Bretagne. Doordat ze respectievelijk door Frankrijk en Engeland gesteund worden, wordt het conflict onderdeel van de Honderdjarige Oorlog.

juni
- 10 - Begin van het Eerste Palamitisch Concilie, ook wel begin van het Vijfde Concilie van Constantinopel genoemd: De oosters-orthodoxe kerk veroordeelt Barlaam en verwerpt zijn veroordeling van het Palamisme.

zonder datum
- In het Byzantijnse Rijk komt het tot burgeroorlog nadat Johannes VI Kantakouzenos, regent voor de jonge troonopvolger Johannes V Palaiologos, zichzelf tot keizer laat uitroepen.
- De Schotse troonpretendent Edward Balliol wort verdreven en koning David II keert terug.
- Een Portugese expeditie onder de Florentijn Angiolino del Tegghia de Corbizzi brengt de Canarische Eilanden in kaart.
- Stadsrechten voor Ilmenau en Lünen.
- Andrej Kobya, voorouder van belangrijke Russische adellijke families, komt aan in Moscovië. (traditionele datum)
- oudst bekende vermelding: Schoonebeek (26 mei)

-

## Kunst
- Begin van de bouw van de Sint-Martinusbasiliek in Halle.
- Epposteen van Rinsumageest

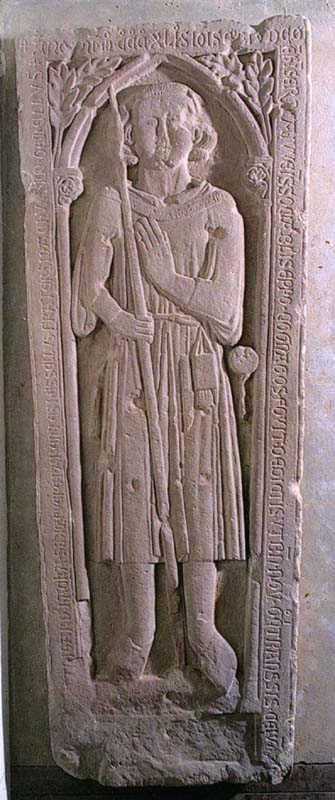
De Epposteen

## Opvolging
- Abbasiden (kalief van Caïro) - al-Wathiq I opgevolgd door al-Hakim II
- Armenië - Leo V opgevolgd door zijn neef Constantijn IV
- Bretagne - Jan III opgevolgd door zijn nicht Johanna
- Byzantium - Andronikos III opgevolgd door zijn zoon Johannes V onder regentschap van diens moeder Anna van Savoye
- Litouwen - Gediminas opgevolgd door zijn zoon Jaunutis
- Mali - Maghan opgevolgd door zijn oom Mansa Sulayman
- Mammelukken (Egypte) - An-Nasir Muhammad ibn Qalawoon opgevolgd door Al-Mansur Abu Bakr, op zijn beurt opgevolgd door Kujuk
- Naxos - Niccolò I Sanudo opgevolgd door Giovanni I Sanudo
- Paderborn - Bernhard V van Lippe opgevolgd door Boudewijn van Steinfurt
- Saluzzo - Thomas II opgevolgd door Frederik II
- Trebizonde - Irene Palaiologina opgevolgd door Anna Anachoutlou Megale Komnene, op haar beurt opgevolgd door haar oom Michaël Megas Komnenos, op zijn beurt opgevolgd door Anna Anachoutlou Megale Komnene
- Utrecht - Nicolaas Capocci als opvolger van Jan van Diest
- Vietnam - Trần Hiến Tông opgevolgd door Trần Dụ Tông

## Geboren
- 4 januari - Wat Tyler, Engels opstandelingenleider
- 5 juni - Edmund van Langley, Engels prins
- 1 september - Frederik III, koning van Sicilië (1355-1377)
- Herman II, landgraaf van Hessen (1367-1413) (jaartal bij benadering)

## Overleden
- 2 maart - Martha van Denemarken (~63), echtgenote van Birger I van Zweden
- 13 maart - Trojden I van Czersk (~55), Pools edelman
- 30 april - Jan III, hertog van Bretagne (1312-1341)
- 11 juni - Bolko II van Ziębice (41), Silezisch edelman
- 15 juni - Andronikos III Palaiologos (~44), keizer van Byzantium (1328-1341)
- 9 augustus - Eleonora van Anjou (~52), echtgenote van Frederik II van Sicilië
- 28 augustus - Leo V (~32), koning van Armenië (1320-1341)
- Diederik van Altenburg, grootmeester van de Duitse Orde
- Gediminas, grootvorst van Litouwen (1316-1341)
- Künga Legpa Jungne Gyaltsen Päl Sangpo (~33), Tibetaans geestelijk leider
- Niccolò I Sanudo, hertog van Naxos
- Trần Hiến Tông (~22), keizer van Vietnam (1329-1341)